# Марсело Мендес
Марсело Родольфо Мендес (ісп. Marcelo Rodolfo Méndez; нар. 20 червня 1964) — аргентинський волейбольний тренер, колишній волейболіст, який грав на позиції центрального блокувальника. Нині головний тренер чоловічої збірної Аргентини та клубу польської Плюс Ліги «Ястшембський Венґель».

## Життєпис
Народжений 20 червня 1964 року.
Грав в аргентинському клубі «Рівер Плейт» (1981—1988, 1991—1992), італійських «Club Sociedad Fiat Ammauto» (1988—1990) та «Jonica Volley» (1990—1991).
Під час тренерської кар'єри очолював клуби «Рівер Плейт» (1992—2004), у 2004—2009 — іспанський клуб з Пальма-де-Мальорки (мав назви «Сон Амар Пальма» (Son Amar Palma), «Драк Пальма» (Drac Palma)). У сезоні 2009—2010 спочатку очолював бразильський «Bonsucesso/Montes Claros», однак невдовзі перейшов на ту саму посаду в «Сада Крузейро», де працював до завершення сезону 2020—2021.
У грудні 2017 року ствердив про намір очолити чоловічу збірну Польщі. Після відставки Вітала Гейнена з поста наставника «кадри» у 2021 році Польська федерація оголосила прийом заявок на вакантну посаду. На думку журналістів видання «Sport.pl» їх точно подали Марсело Мендес, серб Нікола Ґрбич («Перуджа») та італійці Лоренцо Бернарді («П'яченца») й Андреа Ґардіні.
На початку серпня 2022 року став головним тренером клубу польської Плюс Ліги «Ястшембський Венґель».

### Досягнення

#### Тренер
Зі збірною
- Бронзовий призер Олімпійських ігор 2020 (Токіо)

Із клубами
- Чемпіон Аргентини 1999

### Сім'я
Його сини — Ніколас Марсело і Хуан Мендеси — теж є волейболістами.